# 塞爾瑪·保茨馬
塞爾瑪·保茨馬（荷蘭語：Selma Poutsma，1999年5月14日—），荷蘭短道速滑運動員，她代表荷蘭隊參加了中國舉行的2022年冬季奧林匹克運動會，並且在女子3000米接力比賽上獲得金牌。